# Хансен, Брайан
Брайан Хансен (англ. Brian Hansen; род. 1990) — американский конькобежец. Серебряный призёр Олимпийских игр в Ванкувере (2010) в командной гонке, серебряный (2012) и бронзовый (2009) призёр чемпионата мира в командной гонке.

## Биография
На чемпионате мира среди юниоров в 2009 году становился вторым на 5000 м и третьим в командной гонке, в 2010 стал чемпионом мира среди юниоров на дистанциях 1000 и 1500 метров.
На чемпионате мира по отдельным дистанциям 2009 стал третьим в командной гонке.
На Олимпийских играх 2010 года в Ванкувере стал серебряным призёром в командной гонке, совместно с Чэдом Хедриком, Джонатаном Куком и Тревором Марсикано.
В 2012 году на чемпионате мира на отдельных дистанциях занял второе место в командной гонке.
В сезоне 2012/2013 завоевал первый индивидуальный подиум и первую индивидуальную победу на этапе Кубка мира, став третьим на 2-м этапе и 7-м этапе на 1500 метров и выиграв на 8-м этапе дистанцию 1000 метров.
Принимал участие на зимних Олимпийских играх 2014 года в Сочи на дистанции 500 метров.